# Universidad Estatal del petróleo e industria de Azerbaiyán
La Universidad Estatal del petróleo e industria de Azerbaiyán (en azerí: Azərbaycan Dövlət Neft və Sənaye Universiteti) — es una institución de educación superior y uno de los principales universidades públicas de Bakú, Azerbaiyán. Desde 2015 el rector de la Universidad es Mustafa Babanli.

## Historia
El 10 de noviembre de 1887 en Bakú fue creada la escuela técnica, que en 1918 fue denominado al instituto politécnico. El edificio principal de la Universidad fue construido el 1900 por el arquitecto Joseph Goslavksi. En el edificio funcionó la Escuela Técnica de Bakú. Después de la caída de la República Democrática de Azerbaiyán, el 14 de noviembre de 1920 aquí fue creado el Instituto Politécnico de Bakú. El 21 de marzo de 1992, después de la recuperación de independencia de Azerbaiyán la Universidad cambió el nombre a la Academia. 
En 1931, la universidad recibió la “Orden de la Bandera Roja del Trabajo de la RSS de Azerbaiyán”, y en 1940, recibió la “Orden de la Bandera Roja del Trabajo”.
En 2015 la Academia del Petróleo pasó a llamarse Universidad Estatal del petróleo e industria de Azerbaiyán.

## Estudiantes nobles
- Heydər Əliyev
- Vaguit Alekpérov
- Natig Aliyev
- Mirza Babayev
- José Eduardo dos Santos
- Mikhail Leitman
- Kerim Kerímov
- Victor Khain
- Khoshbakht Yusifzadeh